# Indian Ocean Island Games 1985/Fußball
Bei den 2. Indian Ocean Island Games 1985 (französisch Jeux des Iles de l’Océan Indien) wurde im Stade George V, Beau Bassin-Rose Hill, Mauritius ein Turnier im Fußball der Männer ausgetragen. An dem Wettbewerb nahmen sechs Mannschaften teil, der Gastgeber Mauritius konnte das Turnier mit einem Finalsieg über die Titelverteidiger aus Réunion für sich entscheiden.

## Gruppenphase

### Gruppe A
| Pl. | Land       | Sp. | S | U | N | Tore    | Diff. | Punkte |
| --- | ---------- | --- | - | - | - | ------- | ----- | ------ |
| 1.  | Mauritius  | 2   | 2 | 0 | 0 | 006:200 | +4    | 06     |
| 2.  | Madagaskar | 2   | 1 | 0 | 1 | 002:300 | −1    | 03     |
| 3.  | Seychellen | 2   | 0 | 0 | 2 | 001:400 | −3    | 0      |

|               |   |            |     |
| 27. Aug. 1985 |   |            |     |
| Mauritius     | – | Seychellen | 3:1 |
| 28. Aug. 1985 |   |            |     |
| Madagaskar    | – | Seychellen | 1:0 |
| 29. Aug. 1985 |   |            |     |
| Mauritius     | – | Madagaskar | 3:1 |

### Gruppe B
| Pl. | Land      | Sp. | S | U | N | Tore    | Diff. | Punkte |
| --- | --------- | --- | - | - | - | ------- | ----- | ------ |
| 1.  | Réunion   | 2   | 2 | 0 | 0 | 010:000 | +10   | 06     |
| 2.  | Komoren   | 2   | 0 | 1 | 1 | 002:300 | −1    | 01     |
| 3.  | Malediven | 2   | 0 | 1 | 1 | 002:110 | −9    | 01     |

|               |   |           |     |
| 27. Aug. 1985 |   |           |     |
| Réunion       | – | Komoren   | 1:0 |
| 29. Aug. 1985 |   |           |     |
| Komoren       | – | Malediven | 2:2 |
| 30. Aug. 1985 |   |           |     |
| Réunion       | – | Malediven | 9:0 |

## Finalrunde

### Spiel um Platz 3
|                                        |   |            |  |
| 31. Aug. 1985                          |   |            |  |
| Komoren                                | – | Madagaskar |  |
| Madagaskar trat zu dem Spiel nicht an. |   |            |  |

### Finale
|                                              |   |         |                      |
| 31. Aug. 1985                                |   |         |                      |
| Mauritius                                    | – | Réunion | 4:4 n. V., 4:2 i. E. |
| Das Finale fand vor 20.000 Zuschauern statt. |   |         |                      |

## Kader des Turniersiegers
| 1.        | Mauritius |
| --------- | --- |
| Mauritius | - Tor: Désiré L’Enclume, Sharma Kanhye - Abwehr: Benjamin Théodore, Berty Marie, Ajay Gopeenath, Hedley Jacquotte, Elvis Antoine, Clifford L’Effronté, Sarjoo Gowreesungkur - Mittelfeld: Robby Maroussem, Jacques Théo, Gilbert Herbu, Jean-Marc Changou, Saoud Lallmohamed, Alain Armance, John Decotter, Eric Desvaux, Quéland Tombé, Richard Achille - Angriff: Rémy Ram-Boro, Jacques Jackson, Rajesh Gunesh - Trainer: Helmut Kosmehl (Deutschland) |